# Дюков, Андрей Владимирович
Андрей Владимирович Дюков (род. 27 августа 1942, Москва) — советский и российский художник, член-корреспондент РАХ (2012)

## Биография
Родился 27 августа 1942 года в городе Москве.
В 1953—1960 учился в Московской центральной художественной школе.
В 1960—1966 годах — студент Московского государственного художественного института им. В. И. Сурикова.
С 1969 года — член Союза художников СССР.
Представитель шестидесятников, автор выразительных, динамичных, жизнерадостных картин, ассамбляжей и коллажей, вдохновлённых работами Швиттерса, Пикассо, Матисса, Кандинского и Малевича.
В 1961 году Дюков стартовал в своём творчестве с создания ассамбляжей, объектов и коллажей, шедших параллельно с французскими «Новыми реалистами» и американским «Поп-Артом», поводом послужило знакомство с творчеством Курта Швиттерса и переход с отделения живописи на факультет театрального искусства института им. В. И. Сурикова.
Элементы живописи постоянно присутствовали в ассамбляжах, создаваемых художником в шестидесятых («Телевизор Старт», 1964, Государственный Русский музей (ГРМ); «Унитаз» (ПОП-АРТ-I), 1965; «Забор» 1968, ГРМ).
В 1970-е годы, продолжая заниматься ассамбляжами и коллажами, всё активней включает живопись в их структуру и параллельно создаёт серии самостоятельных живописных произведений. Стихия цвета захватывает художника в увлекательный процесс создания живописного организма. Будучи наделенным, от природы уникальным чувством колорита, художник мастерски выстраивает цветовые отношения в своих произведениях. А опыт создания ассамбляжа даёт Дюкову простор для работы с фактурами.
В 1980-е годы работал параллельно над различными живописными циклами. Это и абстрактные композиции, и вполне реалистичные картины, связывающие художника с Парижской школой начала XX века. Картины Дюкова этого времени включены в коллекции ГТГ, ГРМ, «Музея Людвига» в Аахене.
В 1990-е годы художник создал циклы живописных произведений «Феерия лета», «Рисунки на песке», «Свет Вифлеемской звезды». В это время он много путешествовал по Европе.
В начале XXI века Андрей Дюков начал цикл произведений, посвящённый Парижу. Он часто бывает в Париже, много рисует с натуры и создаёт большие композиции в парижской студии. Сегодня художник живёт и работает в Москве.
В 2012 году был избран в Члены-корреспонденты РАХ.

## Выставки
Его персональные выставки проходили в:
- Москва — 1993, 1994, 1996, 1999, 2000, 2022[6]
- Берлин — 1993
- Штутгарт — 1993
- Кёльн — 1996
- Брюссель — 1994
- Милан — 2000[7].

## Основные произведения
Цикл произведений "Хлам-Арт" - Коллажи, Объекты, Ассамбляжи (1963-1968), серия произведений "Семейный Альбом" (1961-1967), серия произведений "Дюкассо" (1973), цикл произведений "Аэротика" (1973-1985), циклы: «Феерия лета» (1989-1993), «Рисунки на песке» (1992-1993), «Свет Вифлеемской звезды» (1994-1999); цикл произведений "Венеция" (2003-2018), цикл произведений "Мастер и Маргарита" (2003-2021), цикл произведений "Париж" (2005-2022), серия произведений "Мой Парижский Дневник" (2008), серия произведений "Парисажи" (2015), серия произведений "Дунаевские" (2017), серия произведений "Маэстро Спиваков" (2017), серия произведений "Фонограф" (2017), серия произведений "Ароматы Венеции" (2019), серия произведений "Пабло, Ники и Жан" (2020), серия произведений "День Победы" (2019-2024), серия произведений "Рабочий и Колхозница" (2018-2022), цикл произведений "Поворот на Восток" (2019-2024) 

## Награды и премии
- 2000 — Серебряная медаль РАХ (Российская академия художеств) — за серию произведений «Свет Вифлеемской звезды»[8].
- 2022 — Медаль имени П. П. Кончаловского МСХ (Московский союз художников)
- 2022 — Золотая медаль РАХ.